# Бонецький Сергій Романович
Сергій Романович Бонецький (нар. 28 березня 1964 — пом. липень 1996) — радянський та український футболіст, що виступав на позиції нападника та півзахисника. Відомий за виступами у низці українських футбольних клубів. Трагічно загинув у липні 1996 року.

## Клубна кар'єра
Сергій Бонецький розпочав виступи на футбольних полях у аматорському клубі «Підшипник» з Луцька, у складі команди був чемпіоном Волинської області. У професійному футболі дебютував виступами у вінницькій «Ниві» у другій союзній лізі в 1989 році. У 1990 році виступав за рівненський «Авангард», пізніше продовжив виступи за аматорський «Случ». У кінці 1990 року поїхав до Польщі на футбольні заробітки, де протягом 3 років грав за низку нижчолігових клубів. Повернувся до України в середині 1993 року, та став гравцем вищолігового клубу «Торпедо» із Запоріжжя. За автозаводців Бонецький грав протягом півроку, провів 15 матчів у вищій лізі, в яких відзначився 4 забитими м'ячами. З початку 1994 року Сергій Бонецький півроку грав у першоліговій полтавській «Ворсклі». З початку сезону 1994—1995 Бонецький грав знову у вищій лізі, цього разу за луцьку «Волинь». У луцькому клубі футболіст також грав лише півроку, за які провів за волинян лише 9 матчів без забитих м'ячів. Із початку 1995 року Сергій Бонецький став гравцем першолігової чернівецької «Буковини», проте вже за півроку покинув клуб. Чернівецький клуб став останнім у біографії футболіста. У липні 1996 року Сергій Бонецький трагічно загинув. За неперевіреними даними, колишній футболіст покінчив життя самогубством.